# 율곡초등학교 (광주)
율곡초등학교는 대한민국 광주광역시 동구 산수동에 있는 초등학교다.

## 학교 연혁
- 1994년 1월 15일 율곡초등학교 설립 인가
- 1994년 3월 1일 율곡초등학교 개교
- 1994년 3월 23일 개교식 거행(개교기념일), 21학급 870명
- 2014년 2월 19일 제20회 졸업 114명(총 3,486명)
- 2014년 9월 1일 제9대 김윤숙 교장 부임
- 2015년 2월 16일 제21회 졸업 86명(총 3,572명)
- 2015년 3월 1일 빛고을 혁신학교 지정
- 2017년 2월 5일 제23회 졸업 71명(총 3,732명)
- 2017년 3월 1일 20학급 편제 운영

## 참고 자료
- 율곡초등학교 - 한국교육학술정보원 학교알리미